# Burton (Nebraska)
Burton è un comune degli Stati Uniti d'America, situato nello Stato del Nebraska, nella Contea di Keya Paha.